# Vienna (Maine)
Vienna es un pueblo ubicado en el condado de Kennebec en el estado estadounidense de Maine. En el Censo de 2010 tenía una población de 570 habitantes y una densidad poblacional de 8,63 personas por km².

## Geografía
Vienna se encuentra ubicado en las coordenadas 44°33′17″N 69°59′59″O / 44.55472, -69.99972. Según la Oficina del Censo de los Estados Unidos, Vienna tiene una superficie total de 66.05 km², de la cual 62.93 km² corresponden a tierra firme y (4.73%) 3.12 km² es agua.

## Demografía
Según el censo de 2010, había 570 personas residiendo en Vienna. La densidad de población era de 8,63 hab./km². De los 570 habitantes, Vienna estaba compuesto por el 97.89% blancos, el 0% eran afroamericanos, el 0.35% eran amerindios, el 0% eran asiáticos, el 0% eran isleños del Pacífico, el 0.18% eran de otras razas y el 1.58% pertenecían a dos o más razas. Del total de la población el 1.23% eran hispanos o latinos de cualquier raza.